# 715-я отдельная разведывательная эскадрилья
715-я отдельная разведывательная эскадрилья (сербохорв. 715. samostalna izviđačka eskadrila / 715. самостална извиђачка ескадрила) — эскадрилья военно-воздушных сил и войск ПВО СФРЮ. Образована в декабре 1949 года в соответствии с приказом от 24 июля апреля того же года. Базой служил аэродром Плесо.
Эскадрилья входила в состав 37-й авиационной дивизии; её предшественники входили в 103-й разведывательный авиационный полк. Была оснащена советскими бомбардировщиками типа Пе-2. Расформирована в феврале 1952 года: вместе со 184-м ночным лёгким бомбардировочным авиаполком объединена в 184-й разведывательный авиационный полк.